# Mariano I de Lacon-Zori
Mariano I de Lacon-Zori (...–1070), fue juez de Arborea desde el año 1060.
Miembro de la familia Zori, llega a ser juez de Arborea en el momento en que su padre Barisono I (juez de Arborea y de Torres) dicidiera ocuparse exclusivamente del segundo juzgado.
| Predecesor: Barisono I | Juez de Arborea 1060-1070 | Sucesor: Orzoco I |

- Datos: Q1143605